# Ана/Весна
Ана/Весна — малі офшорні газові родовища в хорватському секторі Адріатичного моря, розробка яких ведеться шляхом підключення до інфраструктури родовища Івана.

## Загальний опис
Родовища відкрили 2005 року в районі, де з кінця 1990-х на паритетних засадах вели видобуток хорватська нафтогазова компанія INA та італійська Eni. Поклади пов'язані з пісковиками епохи плейстоцену, при цьому їх ромір значно поступався сусіднім родовищам, як то Івана або Іка. Втім, враховуючи поступове виснаження головних промислів, залучення в розробку менших родовищ могло запобігти різкому падінню виробництва.
Видобуток з Ана стартував у грудні 2008-го, а з Весна в лютому 2009-го, для чого перед тим провели облаштування району, яке включало дві платформи на одоопорній основі (моноподи):
- Ana, що обслуговує 2 свердловини та під'єднана до Ivana B трубопроводом довжиною 4,4 км та діаметром 250 мм;
- Vesna, яка обслуговує 1 свердловину та під'єднана до тільки що згаданої Ana трубопроводом довжиною 3,5 км з таким саме діаметром 250 мм.
Крім того, для транспортування інших задіяних у виробництві речовин від Ivana B до Ana та далі до Vesna прокладені паралельні трубопроводи діаметром 75 та 50 мм.